# Wolbert G. C. Smidt
Wolbert G. C. Smidt (* 2. Juli 1966 in München) ist ein deutscher Ethnohistoriker, Afrikawissenschaftler und Äthiopist. Er lehrt seit 2010 als Associate Professor for Ethnohistory, seit 2019 als adjunct Professor, an der Mekelle University in Mek’ele (Äthiopien) und ist ethnohistorischer Feldforscher der Friedrich-Schiller-Universität Jena.

## Leben
Nach Besuch der deutschen Schule in Saint-Cloud bei Paris, wo er 1988 das Abitur ablegte, studierte Smidt Geschichte der Philosophie und der Geisteswissenschaften, Völkerrecht und Ethnologie (zeitweise auch Drittwelt-Soziologie, Politologie und Geschichte) an der Freien Universität Berlin und der Université de Genève in der Schweiz, sowie Äthiopistik, Politologie und Geschichte Afrikas an der Universität Hamburg. Seine akademischen Lehrer in Berlin waren insbesondere Karlfried Gründer, Klaus Christian Köhnke und Georg Elwert, in der Hamburger Äthiopistik Bairu Tafla. 
Seit 1995 war er Mitarbeiter von Karlfried Gründer im Institut Geschichte der Philosophie und der Geisteswissenschaften an der Freien Universität Berlin. 1999 wurde er wissenschaftlicher Mitarbeiter am Asien-Afrika-Institut der Universität Hamburg, Arbeitsbereich Äthiopistik, und Assistant Editor der Encyclopaedia Aethiopica sowie Mitarbeiter mehrerer Forschungsprojekte, mit eigenen Forschungen in Eritrea und Äthiopien (insbesondere in Tigray und zu den Tigrinnya-Sprechern bzw. Habescha, Bilen, Oromo und kleineren ethnischen Splittergruppen). Er promovierte 2005 mit seiner wissenschaftsgeschichtlichen Arbeit Afrika im Schatten der Aufklärung, das Afrikabild bei Kant und Herder bei Rainer Tetzlaff an der Universität Hamburg.
2004–2005 war er Projektmitarbeiter von Rainer Tetzlaff in einem multidisziplinären Projekt zu traditionellen und modernen soziokulturellen Strukturen Tigrays und Eritreas, mit einjähriger Feldforschung in Tigray („Friedensräume“), gefolgt von mehreren Gastdozenturen, u. a. in Mekelle in Tigray und als Gastprofessor an der École des Hautes Études en Sciences Sociales (EHESS) in Paris. Seit 2009 arbeitet er in Tigray zu mündlichen Überlieferungen in Zusammenarbeit mit dem Deutschen Archäologischen Institut und der Friedrich-Schiller-Universität Jena. 2010 wurde er Associate Professor für Ethnohistorie an der Mekelle University in Äthiopien und Vorsitzender des dortigen sozialwissenschaftlichen Forschungsrates (2010–11). 2015 war er Gastprofessor in Rom „La Sapienza“, Italien, und 2017 als „Overseas Fellow“ Gastwissenschaftler am Ethnographischen Museum Osaka (Minpaku), Japan (Sabbatical), und 2018 Gastprofessor in Paris, erneut an der École des Hautes Études en Sciences Sociales.
Seit 2017 war er zunächst adjunct Associate Professor und seit 2019 Full Professor (adjunct) an der Mekelle University in der Hauptstadt des äthiopischen Regionalstaates Tigray, und gleichzeitig bis 2019 assoziierter Wissenschaftler des Forschungszentrums Gotha der Universität Erfurt. Für die Friedrich-Schiller-Universität Jena, Seminar für Orientalistik, bearbeitet er soziokulturelle Praktiken und historiographische Überlieferungen im nördlichen Äthiopien (seit 2017, seit 2019 als Post-Doc). Er ist gleichzeitig korrespondierendes Mitglied des Deutschen Archäologischen Instituts (DAI).

## Familie
Er ist verheiratet mit der japanischen Ethnologin Chikage Ôba-Smidt. Seine Tante ist die griechisch-deutsche Wissenschaftspublizistin Hilke Stamatiadis-Smidt. Als Nachfahre einer butenfriesischen Familie trägt jedes Familienmitglied Namen aus der ostfriesischen Familientradition.

## Wissenschaftliche Schwerpunkte
Smidt arbeitet insbesondere ethnologiegeschichtlich, zur Geschichte und soziokulturellen Überlieferungen und Praktiken traditioneller Gesellschaften in Nordostafrika, daneben zur Rechtsethnologie, modernen politischen Geschichte, Ethnologie der Konflikte und zur oralen Literatur und mündlichen Geschichtsüberlieferung, auf der Grundlage jahrelanger Forschungen in Äthiopien sowie von Feldforschungen in Djibouti und Eritrea. Dazu kommen Arbeiten zur historischen Fotografie und Ikonographie Äthiopiens. Er hat neben mehreren Büchern und über einhundert Aufsätzen mehrere hundert Lexikon- und Enzyklopädie-Artikel verfasst, vielfach auf der Grundlage sonst noch unveröffentlichter Forschungen. 
Nebenher arbeitet er auch zur europäischen Regionalgeschichte aus ethnohistorischer Sicht, unter anderem zur afrikanischen Diaspora in Europa seit dem 18. Jahrhundert, zu sozio-kulturellen Traditionen friesischer Gesellschaften, insbesondere zu Ostfriesland, und zu transnationalen Biographien, unter anderem aus der Geschichte jüdischer Gemeinden. Im Bereich der Geistesgeschichte arbeitet er zur Geschichte der Aufklärung, insbesondere zur Entwicklung des Begriffs der 'Race', zur Rechtsgeschichte der Reformation und zur Prosopographie von Theologenfamilien ab dem 16. Jahrhundert. 
Er ist Herausgeber bzw. im Beirat mehrerer wissenschaftlicher Zeitschriften, unter anderem der Annales d'Ethiopie, herausgegeben vom Französischen Forschungszentrum für Äthiopien-Studien in Addis Abeba (CFEE). Smidt verfasste zudem zahlreiche Artikel im Biographisch-Bibliographischen Kirchenlexikon (BBKL). Als assoziierter Wissenschaftler des Forschungszentrums Gotha der Universität Erfurt war er 2016 bis 2019 deutscher Leiter des ethnohistorischen DFG-ANR-Projektes „Ethiomap“, in Kooperation mit dem französischen Leiter Eloi Ficquet, einer sich auf historische Karten Nordostafrikas konzentrierenden Forschung zur territorialen Kultur und Geschichte der Region und deren Wiederentdeckung als afrikanisches Kulturerbe.

## Veröffentlichungen (Auswahl)
Bücher
- Afrika im Schatten der Aufklärung, Das Afrikabild bei Immanuel Kant und Johann Gottfried Herder. Bonn: Holos-Verlag 2000 (Kritische Humanforschung, Interdisziplinäre Studien, 4), ISBN 3-86097-345-2.
- Photos as Historical Witnesses: The First Ethiopians in Germany and the First Germans in Ethiopia, the History of a Complex Relationship. Münster: LIT Verlag 2015, ISBN 978-3-643-10195-2.

als Mitherausgeber und Assistant Editor
- Felix Girke, Sophia Thubauville, Wolbert Smidt (Hrsg.): Anthropology as Homage – Festschrift for Ivo Strecker, Rüdiger Köppe Verlag 2018, ISBN 978-3-89645-842-1.
- Éloi Ficquet - Wolbert G.C. Smidt (Hrsg.): The Life and Times of Lïj Iyasu of Ethiopia: New Insights, Münster: LIT Verlag 2014 (Northeast African History, Orality and Heritage, vol. 3), ISBN 978-3-643-90476-8.
- Siegbert Uhlig (Editor) / Dirk Bustorf - Andreu Martínez d’Alòs-Moner - Denis Nosnitsin - Thomas Rave - Wolbert Smidt - Evgenia Sokolinskaia (Assistant Editors): Encyclopaedia Aethiopica, vol. 1 (A-C). Wiesbaden: Harrassowitz 2003, 846 pp.; ibid., vol. 2 (D-Ha). Wiesbaden: Harrassowitz 2005, 1082 pp.; ibid., vol. 3 (He-N), Wiesbaden: Harrassowitz 2007, 1211 pp.; ibid., vol. 4 (O-X), Wiesbaden: Harrassowitz 2010, 1199 pp. (ISBN 978-3-447-06246-6).
- Abdulkader Saleh, Nicole Hirt, Wolbert G.C. Smidt und Rainer Tetzlaff (Hrsg.): Friedensräume in Eritrea und Tigray unter Druck, Identitätskonstruktion, soziale Kohäsion und politische Stabilität, Münster: Lit-Verlag 2008, 384 pp. (Afrikanische Studien 39), ISBN 978-3-8258-1858-6.
- Wolbert G.C. Smidt - Kinfe Abraham (eds.): Discussing Conflict in Ethiopia, Conflict Management and Resolution. Proceedings of the Conference "Ethiopian and German Contributions to Conflict Management and Resolution", Addis Ababa 11 – 12 November 2005, Münster: Lit-Verlag 2007 (Afrikanische Studien 32), 290 pp.
- Steffen Wenig (Hrsg. in Zusammenarbeit mit Wolbert Smidt, Kerstin Volker-Saad und Burkhard Vogt): In kaiserlichem Auftrag: Die Deutsche Aksum-Expedition 1906 unter Enno Littmann, vol. 1: Die Akteure und die wissenschaftlichen Untersuchungen der DAE in Eritrea, Aichwald: Verlag Lindensoft 2006 (Forschungen zur Archäologie Außereuropäischer Kulturen [FAAK], Band 3.1).
- Verena Böll - Denis Nosnitsin - Thomas Rave - Wolbert Smidt - Evgenia Sokolinskaia (Hrsg.): Studia Aethiopica In Honour of Siegbert Uhlig on the Occasion of his 65th Birthday. Wiesbaden: Harrassowitz 2004.